# Thalassarachna striatus
Thalassarachna striatus är en spindeldjursart som först beskrevs av Lohmann 1889.  Thalassarachna striatus ingår i släktet Thalassarachna, och familjen Halacaridae. Arten är reproducerande i Sverige.